# Schlacht bei Jakobstadt
1. Phase: Schwedische Dominanz (1700–1709)
Dänischer Kriegsschauplatz (1700)
Humlebæk • Tönning I 
Livländ./ Estnischer Kriegsschauplatz (1700–1708)
Riga I • Jungfernhof • Varja • Pühhajoggi • Narva • Petschora • Düna • Rauge • Erastfer • Hummelshof • Embach • Tartu • Narva II • Wesenberg I • Wesenberg II
Ingermanländ./ Finnischer Kriegsschauplatz (ab 1701)
Archangelsk • Ladogasee • Nöteborg • Nyenschanz • Newa • Systerbäck • Petersburg • Wyborg I • Porvoo • Newa II • Koporje II • Kolkanpää
Litauisch-weißrussischer Kriegsschauplatz (1702–1706)
Vilnius • Saladen • Jakobstadt • Gemauerthof • Mitau • Grodno I • Olkieniki • Njaswisch • Klezk • Ljachawitschy
Polnischer Kriegsschauplatz (1702–1706)
Klissow • Pułtusk • Thorn • Lemberg • Warschau • Posen • Punitz • Tillendorf • Rakowitz • Praga • Fraustadt • Kalisch 
Russischer Kriegsschauplatz (1708–1709)
Grodno II • Golowtschin • Moljatitschi • Rajowka • Lesnaja • Desna • Baturyn • Koniecpol • Weprik • Opischnja • Krasnokutsk • Sokolki • Poltawa I • Poltawa II
2. Phase: Schweden in der Defensive (1710–1721)
Baltischer und Finnischer Kriegsschauplatz (bis 1714)
Riga II • Wyborg II • Pernau • Kexholm • Reval • Hogland • Pälkäne • Storkyro • Nyslott • Hanko 
Schwed./Norwegischer Kriegsschauplatz (1710–1721)
Helsingborg • Køge-Bucht • Bottnischer Meerbusen • Frederikshald I • Dynekilen-Fjord • Göteborg I • Strömstad • Trondheim • Frederikshald II • Marstrand • Ösel • Göteborg II • Södra Stäket • Grönham • Sundsvall
Norddeutscher Kriegsschauplatz (1711–1716)
Elbing • Wismar I • Lübow • Stralsund I • Greifswalder Bodden I • Stade • Rügen • Gadebusch • Altona • Tönning II • Stettin • Fehmarn • Wismar II • Stralsund II • Jasmund • Peenemünde • Greifswalder Bodden II • Stresow 
Die Schlacht bei Jakobstadt im Großen Nordischen Krieg fand am 26. Juli 1704 nahe Jakobstadt zwischen der schwedischen Armee und der russischen Armee statt.

## Vorgeschichte
| \| Schlacht bei Jakobstadt \| |
| Lage des Schlachtfeldes       |
| Schlacht bei Jakobstadt       |

Kurz nach der Wahl von Leszczyński, des polnisch-schwedischen Gegenkönigs zu August dem Starken wurde der schwedische General Lewenhaupt von Karl XII. damit beauftragt, dessen Anerkennung in Litauen und Kurland durchzusetzen. Seit 1702 war in Litauen der Adelskrieg zwischen den Adelsfamilien der Sapieha und der Oginskis wieder voll entbrannt. Die Sapiehas hatten sich mit den Schweden verbündet, während die Oginskis zu August II. hielten und von russischen Truppen unterstützt wurden. Mindestens 20 Dörfer und Ländereien von litauischen Adelsleuten, die Leszczyński nicht anerkannten, wurden daraufhin verbrannt und die Edelleute enteignet.
Im Frühjahr 1704 kehrte Gregor Anton Oginski mit 6000 Russen nach Litauen zurück, unterstützt durch 10.000 Polen wollten sie die Schweden aus Litauen vertreiben. Beide Befehlshaber scheuten aber den direkten Kampf mit den Schweden und wichen bei jeder Konfrontation aus. Der russische Oberbefehlshaber verlangte von den Polen einen separaten Eid auf die russische Fahne, damit diese nicht wieder das Schlachtfeld in wilder Panik verlassen. Dieser Eid wurde geleistet und die Vereinigte Armee rückte gegen die Festung Selburg an der Düna vor. Der Graf Lindstjöld besetzte diese mit etwa 300 Soldaten. Lewenhaupt und Sapieha eilten sofort zu Hilfe. Eine Scheinbewegung auf Birze sollte die Russen täuschen um mehr Zeit zu haben für die Verteidigung der Festung.
Die Polen waren von der Streitmacht der Schweden so überwältigt, dass sie das Schloss Birze sofort räumten und alles Bargeld und die reichen Schätze des Schlosses verluden und zum Hauptquartier von Wiśniowiecki bringen wollten. Der ganze Tross wurde von Sapiehas Männern überfallen. Ihnen fielen so 36 Tonnen Pulver, 300 Wagen mit Lebensmittel und 24.000 Talern an Bargeld in die Hände. Kurz vor Jakobstadt erreichten die Schweden die Streitmacht der Russen und Polen. Lewenhaupt entschied sich zum Angriff trotz der doppelten Überlegenheit des Feindes. Jakobstadt liegt am südlichen Ufer der Düna. Beider Heere stellten sich westlich von Jakobstadt auf, begrenzt von der Düna.

## Die Schlacht
Auf schwedischer Seite wurden 3085 Soldaten von Adam Ludwig Lewenhaupt angeführt und etwas über 3000 Mann standen unter dem Kommando von General Jan Kazimierz Sapieha der Jüngere. Auf russischer Seite wurden 6000 Russen von Feldmarschall Wiśniowiecki und über 10.000 Polen von General Oginski angeführt.
Lewenhaupt teilte seine Streitmacht in zwei Treffen. Das erste bildeten die Schweden und das zweite Treffen die Polen unter General Sapieha. Der schwedische Oberbefehlshaber hatte nicht vor, die Polen mit in die Schlacht einzubeziehen. Nur die polnische leichte Reiterei sollte nach dem Sieg die Fliehenden verfolgen und gefangen nehmen.
Nach Herstellung der Schlachtordnung und Abhaltung des Psalmgesanges marschierten die Schweden auf breiter Front auf die russischen Linien zu. Im Zentrum griffen einige Bataillone zu früh an und wurden von den Russen zurückgeschlagen.
Der Sohn von Sapieha marschierte nun mit seinem Kontingent ebenfalls auf die Russen. Dieser Eingriff in die Schlachtordnung hatte zur Folge, dass die Russen die Oberhand in diesem Teil der Schlacht gewannen und die Polen die Schlacht bereits als verloren ansahen. Sie verließen das Schlachtfeld in Panik.
Der zurückgeschlagene schwedische Flügel formierte sich neu und ging in perfekter Schlachtordnung zum zweiten Angriff über. Der zweite Angriff wurde von der Artillerie unterstützt. Die ersten direkten Treffer der Kanonen veranlassten die feindlichen Polen zu fliehen und die Russen erneut auf dem Schlachtfeld alleinzulassen.
Die vor der Front der Russen untergehende Sonne behinderte die Sicht der Russen auf den Feind so stark, dass sie nicht mehr wussten, wo und in welcher Stärke die Schweden angriffen.
Lewenhaupt war es durch eiserne Härte gelungen, den Übereifer zu bremsen; er veranlasste eine kombinierte Salve aller Bataillone auf die russische Kampflinie. Als sich der Pulvernebel lichtete, war das Ausmaß dieses Schusses zu sehen. Das Schlachtfeld war von toten und verwundeten Russen übersät. Die restlichen Truppen zogen sich zu ihrer Wagenburg zurück.
Aus dieser konnten sie den Angriff der leichten Reiterei abwehren und brachten den polnischen Reitern erhebliche Verluste bei.

## Folgen der Schlacht
Die Schweden erbeuteten über 300 Trosswagen mit Nachschubgütern, 23 Kanonen und 39 Truppenfahnen.
Durch den Erfolg der Schweden und den Rückzug der Russen war die Festung und das Schloss von Birse fast schutzlos. Die Besatzung betrug nur 800 Mann. Diese waren zwar kampferprobt, aber den Schweden hatten sie fast nichts entgegenzusetzen.
Da die Schweden keine ausreichende Artillerie oder Mörser zur Verfügung hatten, wollte Lewenhaupt eigentlich seine Truppen ins Winterquartier führen. Erst der Ausbruch eines schwedischen Gefangenen aus der Festung Birze machte dem schwedischen Feldmarschall klar wie schwach die Besatzung war. Um Blutvergießen zu vermeiden, ließ er Sapieha einen Brief an den Kommandierenden der Festung schreiben.
Der Brief war im Wohlwollen des General Sapieha geschrieben, um seinen polnischen Landsleuten kein Leid zu zufügen. Er stellte in dem Brief klar, dass ein Angriff bevorsteht, welchen die Besatzung niemals überleben würde. Der Kommandant schickte einen Unterhändler mit der Bitte zur Kapitulation mit freiem Abzug der Truppen zu Lewenhaupt. Dieser willigte ein und die Schweden besetzten die Festung Birze ohne Kampfhandlungen.